# Marga Berndt
Marga Berndt, geborene Margarete Gertrud Samletzky (* 23. Juni 1911 in Berlin; † 12. April 2008 ebenda) war eine deutsche Tänzerin.

## Leben

### Familie und Kindheit
Der Vater Walter Brennscheidt war Kunstmaler und hatte ein Atelier in Berlin-Steglitz. Ihre Mutter Marta Brennscheidt geb. Samletzky wurde 1885 in Marienburg geboren und war Hutmacherin. Ihre Eltern betrieben eine Gastwirtschaft, eine Konditorei, eine Damenhutfabrik sowie einen Hutladen in der Hauptstraße 109 in Schöneberg.
Marga Berndt hatte ihre frühen Auftritte 1921 im Klindworth-Scharwenka-Konservatorium, in der Berliner Philharmonie und 1925 am Theater des Westens in Peterchens Mondfahrt.

## Karriere
Ihre Ausbildung begann sie mit 8 Jahren bei Paul Mürich und seinem Kollegen Schräller sowie in der Ballettschule Tatjana Gsovskys und später bei Genia Nikolajewa. Erste bezahlte Engagements hat sie mit 15 Jahren in kleinen Cabaretts wie der Bonboniere in der Friedrichstraße oder dem Charlott-Casino. Wenig später entdeckte der Artist Sylvester Schäffer junior Marga Berndt, worauf sie ihn und seine Ehefrau Lilli Krüger mit auf Tourneen begleitete. Daraus entwickelte sich eine langanhaltende Freundschaft. Im Herbst 1929 lernte Marga die Tänzerin Katta Sterna im Kabarett Blauer Vogel kennen. Über sie trifft sie auf den Tänzer und Choreographen Ernst Matray. Marga wird von Ernst Matray unterrichtet und er nimmt sie in seine Ballettgruppe auf.

### Gastspielreisen in das europäische Ausland

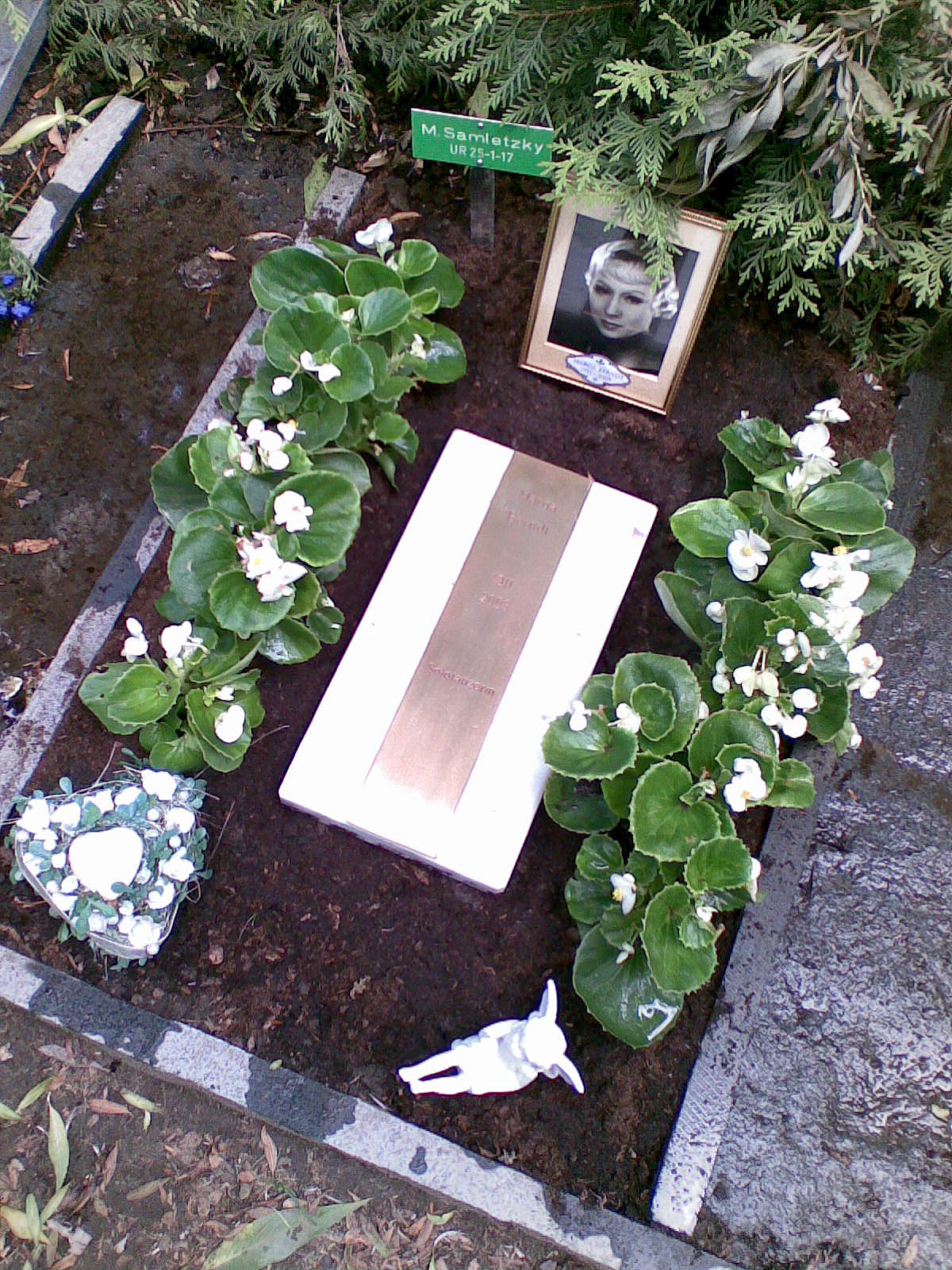
Grab Marga Berndt in Berlin-Weißensee

Es folgten Gastspielreisen mit dem Erna Carise Ballett nach Italien und Frankreich, ans Teatro Lirico in Mailand, ans Maxim’s in Nizza. Außerdem tritt sie am 7. März 1935 mit der jungen Anna Magnani und Tino Bianchi in der Komödie Casanova non sei più tardi am Teatro Eliseo in Rom auf.
Kurze Zeit später ging Marga Berndt auf Skandinavien-Tour u. a. nach Göteborg, mit dem Dayelma-Ballett. Weitere Stationen folgten 1941 im Alhambra Prag, 1944 in der Royal-Scala und den Aarhus-Hallen in Aarhus, 1944 im Kit Cat und in der National Scala in Kopenhagen.

### Solistin im Berliner Admiralspalast
Ab 1938 siedelte sie sich wieder fest in Berlin an, trat dort in den großen Theatern und Varietes auf, wie dem Wintergarten, Femina, Scala und Barbarina. Die großen Orchesterleiter, darunter Otto Stenzel, Bernard Etté, Juan Llossas, Kurt Widmann, Teddy Stauffer, Marek Weber untermalten Margas Solodarbietungen musikalisch.
1938 war sie ständige Solotänzerin im Admiralspalast und zeigte ihr Können in Die Dubarry, Heut bin ich verliebt und Frau Luna.

### Nachkriegszeit
Nach dem Krieg war sie Solotänzerin am Friedrichstadtpalast, dem ehemaligen großen Schauspielhaus, und trug fortan den Künstlernamen Valivia.
In den 50er Jahren arbeitete Marga Berndt gelegentlich noch als Tänzerin und Fotomodell. 1956 ist Marga das letzte Mal im Zirkus Krone zu sehen.